# 神田川 (富士宮市)
神田川（かんだがわ）は、静岡県富士宮市の中心部を流れる富士川水系の一級河川である。

## 地理
静岡県富士宮市宮町の富士山本宮浅間大社内にある湧玉池に源を発し、南へ流れ、同市浅間町付近で潤井川に合流する。
湧玉の池は、富士山の雪解け水がおよそ15年かかって麓に湧き出た清水であって、夏冬通して水温は常に約13度である。市街地であるが天然のカジカが生息しており、上流部においては自然の渓流の流れが再現されている。

## 行事
毎年3月第1日曜日には潤井川と併せてマス釣り大会が催され、ニジマス養殖日本一の町に相応しい50年以上にわたる歴史的行事となっている。
約20年ほど前から町おこしの一環として、神田川では御神火祭りが行われている。8月の第1土曜日に、富士山頂奥宮で神事として採火された火をいただいたみこしが市街地を練り歩いた後神田川に入り、流れを遡る。

## 橋梁
上流より
- 蓬莱橋
- 御手洗橋
- 神田橋
- 神田宮橋
- 南神田橋（静岡県道414号富士富士宮線）
- JR身延線（付近の駅は富士宮駅である）
- 市道（身延線の南側）
- 市道（潤井川合流部近く野中橋傍）